# Sankt Pölten-i egyházmegye
Az osztrák Sankt Pölten-i egyházmegye (németül: Diözese St. Pölten, latinul: Dioecesis Sancti Hippolyti) a római katolikus egyház egyik egyházmegyéje. a Bécsi főegyházmegye szuffragán egyházmegyéje. A püspöki széke Sankt Pölten városában található. Megyésüspöke Alois Schwarz, segédpüspöke Anton Leichtfried.

## Történelme
- 1785. január 28-án alapították a Passaui egyházmegye egy részének és az egyidejűleg megszüntetett Bécsújhelyi egyházmegye területének egyesítésével.[1]

## Az egyházmegye kisbazilikái (basilica minor)
- A Dómon kívül
- Basilika Hl. Dreifaltigkeit, Sonntagberg
- Basilika Maria Dreieichen «ad tres Quercus» Basilika Maria Dreieichen «ad tres Quercus», Mold
- Basilika Maria Taferl Basilika Maria Taferl, Maria Taferl
- Basilika Unserer Lieben Frau Basilika Unserer Lieben Frau, Geras
- Stiftskirche Mariae Himmelfahrt Stiftskirche Mariae Himmelfahrt, Lilienfeld

## Egyházi vezetés
- Sankt Pölten megyéspüspökei (római rítus)
  - Alois Schwarz (2018. 07. 01. óta)
  - Klaus Küng püspök (2004.10.07 - 2018.07.01)
  - Kurt Krenn (1991.07.11 – 2004.10.07)
  - Franz Žak (1961.10.01 – 1991.07.11)
  - Michael Memelauer (1927.04.18 – 1961.09.30)
  - Johannes Baptist Rößler (1894.01.05 – 1927.01.04)
  - Matthäus Joseph Binder (1872.10.07 – 1893.08.14)
  - Joseph Feßler (1864.09.23 – 1872.04.23)
  - Ignaz Feigerle (1851.12.02 – 1863.09.27)
  - Anton Alois Buchmayer (1842.12.28 – 1851.09.02)
  - Michael Johann Wagner (1835.11.16 – 1842.10.23)
  - Johann Michael Leonhard (1835.02.20 – 1835.11.19)
  - Jakob Frint (1827.01.02 – 1834.10.11)
  - Joseph Chrysostomus Pauer (1823.11.10 – 1826.12.19)
  - Johann Nepomuk Ritter von Dankesreither (1816.06.30 – 1823.06.10)
  - Godfried Joseph Crüts van Creits (1806.03.14 – 1815.04.05)
  - Sigismund Anton Graf von Hohenwart érsek, S.J. (1794.01.10 – 1803.06.20)
  - Johann Heinrich von Kerens, S.J. (1785.02.14 – 1792.11.26)

## Szomszédos egyházmegyék
- Linzi egyházmegye (nyugat)
- České Budějovice-i egyházmegye (északnyugat)
- Brnói egyházmegye (északkelet)
- Bécsi főegyházmegye (kelet)
- Graz-Seckaui egyházmegye (dél)